# 泉通
泉通（いずみどおり）は、神戸市灘区の町名。現行行政地名は泉通一丁目から泉通六丁目。
令和2年国勢調査（2020年10月1日）における世帯数は625、人口1,216で内男性538人・女性678人。郵便番号は〒657-0834。			

## 地理
東西に細長く、西から順に一丁目から六丁目と並んでいる。東は都賀川を挟んで千旦通、南は灘北通、西は西郷川を挟んで城内通、北は大内通。

### 河川
- 都賀川
- 西郷川

## 歴史
1933年（昭和8年）5月に河原字辻ノ木・網合・大田、鍛冶屋字松田・岸地・西羅、森字北川、稗田字雨気・金田・泉内・長谷場・大上郡（だいしょうぐん）、原田字下川向から成立した。
また地名の由来は旧大字稗田の小字に泉内があり、この泉は「井戸の辻」という場所があり、よく湧く浅井戸が珍重された事による。

## 施設
- 開田寺 - 臨済宗南禅寺派。

## 交通

### 鉄道
- 地域内に駅はないが、最寄駅はJR「摩耶駅」になる。